# Overland Park
Overland Park város az Amerikai Egyesült Államokban, Kansas államban, Johnson megyeben. Lakosainak száma 197 238 fő (2020). Overland Park Prairie Village, Kansas City, Mission, Leawood, Stilwell, Lenexa, Shawnee, Merriam és Olathe községekkel határos.

## Népesség
A település népességének változása:

| 2010 | 173 372 |
| 2020 | 197 238 |